# ناحیه مظفرگره
ناحیه مظفرگره (به انگلیسی: Muzaffargarh District) یک ناحیه در پاکستان است که در پنجاب واقع شده‌است. ناحیه مظفرگره ۴٬۳۲۲٬۰۰۹ نفر جمعیت دارد.